# Tryszczyn Las
Tryszczyn Las – dawny wąskotorowy przystanek osobowy w Szczutkach, w gminie Sicienko, w powiecie bydgoskim, w województwie kujawsko-pomorskim. Położony był na wąskotorowej linii kolejowej z Bydgoszczy do Koronowa. Linia ta została otwarta w 1895 roku. W 1969 roku linię zamknięto dla ruchu pasażerskiego.